# Thure Ekenstam
Thure Adolf Reinhold Ekenstam, född 7 mars 1829 i Hannäs församling, Kalmar län, död 13 januari 1895 i Lofta församling, Kalmar län, var en svensk riksdagsman.
Ekenstam var arrendator till Troserum i Västra Eds församling i Kalmar län. Han var också kommunalpolitiker i Lofta och var ledamot av andra kammaren 1869–1872, invald i Norra Tjusts härads valkrets.